# Friedrich Grimm
Pour les articles homonymes, voir Grimm.
Friedrich Wilhelm Johannes Grimm, né le 17 juin 1888 à Düsseldorf et mort le 16 mai 1959 à Fribourg-en-Brisgau, est un juriste, écrivain et journaliste allemand, agent des services de propagande du régime nazi, en particulier en France durant la période de l'Occupation.

## Biographie

### Formation et débuts (1888-1918)
Friedrich Grimm est le fils d'un inspecteur des chemins de fer en poste à Essen.
Après son baccalauréat, Friedrich Grimm fait des études de droit à Genève (ce qui suppose une bonne connaissance du français), puis à Berlin, Marbourg et Münster ; il soutient en 1910 une thèse de doctorat et devient avocat. Pendant la Première Guerre mondiale, maintenu à l'arrière à cause d'une infirmité oculaire, il est interprète, censeur, puis avocat d'accusés français ou belges traduits devant les tribunaux militaires (allemands) de Belgique occupée.

### La République de Weimar (1919-1933)
En 1921, il obtient son habilitation universitaire grâce à un travail sur le traité de Versailles, auquel il manifeste son hostilité, partagée par les universitaires qui l'examinent. À partir de 1922, il est chargé de cours (Privatdozent) à l'université de Münster ; en 1927, il est promu professeur (außerordentlicher Professor) de droit international. À partir de 1923, il contribue régulièrement à la Deutsche Juristen-Zeitung et, par ailleurs, exerce la profession d'avocat ; il intervient à plusieurs reprises dans des procès importants : ceux de Robert Röchling en Sarre, de Fritz Thyssen et Gustav Krupp dans la Ruhr, de Karl Jarres (maire de Duisbourg) ou de militants nationalistes comme Albert Leo Schlageter.
Il rencontre personnellement Adolf Hitler en mai 1932.

### L'Allemagne nazie avant la guerre (1933-1939)
Il devient l'un des experts attitrés de Hitler pour les questions européennes.
Collaborateur de Joseph Goebbels, Grimm apparaît bientôt comme « l'avocat du Reich dans tous les grands procès politiques des années trente à l'étranger, et l'un des formateurs les mieux introduits dans la classe dirigeante française. »
Il exerce sa fonction notamment en France durant la préparation du procès d'Herschel Grynszpan, assassin d'un diplomate de l'ambassade allemande à Paris (7 novembre 1938). Ce procès est prévu pour être un outil de propagande de la politique nazie. À cette occasion, il fournit le matériel et la logistique nécessaires aux avocats de la partie civile, Maurice Garçon et Maurice Loncle.

### La Seconde Guerre mondiale
En 1940, Otto Abetz emmène Grimm à Paris comme conseiller juridique de l'ambassade. N'y trouvant pas l'ambiance à son goût, il n'y assure qu'une présence symbolique, préférant donner des conférences à travers la France avec le soutien de l'Institut allemand dirigé par Karl Epting ainsi que du groupe Collaboration (Alphonse de Châteaubriant). Ses conférences, où il se présente parfois sous le nom de Dr Griss, ont du succès, comme par exemple celle donnée à Nancy en 1943, rassemblant jusqu'à mille personnes. Grimm publie aussi des articles et des livres et participe à des émissions de propagande sur Radio Paris et Radio Stuttgart.
Le 21 mars 1942, il intervient auprès du maréchal Pétain pour lui faire savoir qu'Hitler désire la suspension du procès de Riom.
En 1942, il écrit L'Affaire Grynspan [sic] sous le pseudonyme de « Pierre Dumoulin » ; cet ouvrage est fondé sur les documents saisis dans les locaux des organisations favorables à Herschel Grynszpan (LICA, LDH, etc.) et chez les avocats de Grynszpan. Dans ce livre, il expose les plans (selon lui, monstrueux) de ses anciens adversaires tout en passant sous silence son propre rôle.

### L'après-guerre
Après la Seconde Guerre mondiale, Friedrich Grimm écrit un mémorandum qui conclut à la nécessité de libérer tous les « prisonniers de guerre » allemands dans les territoires anciennement occupés. En faisant le parallèle entre les situations de 1945 et de 1918, entre les crimes du nazisme et l'occupation française de la Ruhr, mettant les deux conflits sur un pied d'égalité dans leurs conséquences, ce texte a pour but de légitimer la Seconde Guerre mondiale et de banaliser les crimes du nazisme.
D'anciens nazis comme Ernst Achenbach et Franz Six s'appuieront sur cette rhétorique pour réclamer la libération et l'amnistie de leurs amis politiques.

## Publications
- Le Testament politique de Richelieu, préfacé par Fernand de Brinon, Flammarion, 1941.
- Un journaliste allemand vous parle, Paris, Éditions Le Pont (recueils des conférences de Fred Dambmann sur Radio-Paris, d'avril 1941 au 8 août 1943)
- France-Allemagne, problème éternel, brochure parue en janvier 1941
- Le Livre jaune français accuse ses auteurs, Éditions  Le Trait D'Union, 1941
- L'Affaire Grynspan Un attentat contre la France !, Éditions Jean-Renard[5], 1942 (écrit sous le pseudonyme de Pierre Dumoulin) [ce livre contient : 1) un exposé général 2) un « examen » (orienté) des documents 3) la reproduction des documents saisis en rapport avec l'affaire Grynszpan à Paris par la police nazie  4) quelques fac-similé].
- « Vers une réconciliation franco-allemande », dans Notre Combat, numéro spécial, 1942